# Jussy (Hauts-de-France)
Jussy è un comune francese di 1 271 abitanti situato nel dipartimento dell'Aisne della regione dell'Alta Francia.

## Società

### Evoluzione demografica
Abitanti censiti